# DREAM BOY
『DREAM BOY』（ドリーム・ボーイ）または『DREAM BOYS』（ドリーム・ボーイズ）は、日本のミュージカル作品。「ドリボ」の愛称で親しまれる。

## 概要
2004年1月に滝沢秀明主演の『Magical Musical「DREAM BOY」』として初演 されて以降、ジャニーズ事務所（STARTO ENTERTAINMENT）に所属するタレントが主演のバトンを受け継ぎ、キャストや内容の変更を繰り返して再演されている。ボクシングやフライング演出、コントやアドリブを織り交ぜた「少年たちの夢と挫折、友情」の物語である。作・構成・演出はジャニー喜多川。2019年からは堂本光一が演出を担当し、演者たちの胸中も描かれるようになり、物語により深みが加わった。
帝国劇場の2025年2月建て替え工事のための休館に伴い、2024年10月29日の公演でシリーズ20年の歴史に一旦幕を下ろした。2004年1月8日の初演から通算768公演で計142万3451人を動員。今後の上演は未定とされている。

## DREAM BOY
初演は21歳の滝沢秀明が帝国劇場にて、堂本光一に並ぶ同劇場最年少座長を務めた。テーマは「DREAM MAKER」。音楽を堂本光一が担当し、テーマ曲を書き下ろしている。滝沢は劇中映画にてボクシング世界チャンピオン役を演じる役者役であり、物語は彼の災難と逃亡を描いている。高さ15mからのバンジージャンプなどが話題となった。
当初は2004年1月8日 - 1月31日、全36公演で6万6000人動員予定だったが、チケットを求める声が多かったため、同劇場初の午前公演&1日3回公演が行われ（追加公演は5日間）、41公演で約7万5000人を動員した。「関ジャニ∞が出ているのになんで関西でやらないのか」という声もあり、千秋楽で同年5月の再演が発表された。
出演
- 滝沢秀明：役者
- 薬師寺保栄：チャンプ
- 真琴つばさ
- KAT-TUN
  - 亀梨和也、赤西仁、田口淳之介、田中聖、上田竜也、中丸雄一

- 関ジャニ8
  - 横山裕、渋谷すばる、村上信五、丸山隆平、安田章大、大倉忠義

- 薮宏太
- A.B.C.
- 伊野尾慧：車イスの少年
- 玉森裕太：車イスの少年
- 北山宏光、横尾渉、藤ヶ谷太輔、宮田俊哉、二階堂高嗣、千賀健永、有岡大貴、髙木雄也、松本光平

## DREAM BOY「KAT-TUN&関ジャニ∞編」「タッキー編」
2004年1月に行われた舞台の再演として、4月30日から5月23日まで全36公演を梅田コマ劇場にて上演。滝沢は同劇場最年少座長となった。滝沢がコンサートのため不参加の前半、4月30日 - 5月7日（全14公演）はKAT-TUNと関ジャニ∞が主演を務める「KAT-TUN&関ジャニ∞編」 を、後半の5月8日 - 5月23日（全22回公演）は滝沢主演の「タッキー編」を上演。計7万5000人の動員を予定して、最終的には前半16回、後半24回で7万6200人を動員した。
出演
DREAM BOY「KAT-TUN&関ジャニ∞編」
- KAT-TUN
  - 亀梨和也、赤西仁、田中聖、上田竜也、中丸雄一

- 関ジャニ8
  - 渋谷すばる、横山裕、村上信五、安田章大、丸山隆平、大倉忠義

- 薬師寺保栄
- 鈴木ほのか
- 髙木雄也、薮宏太、桐山照史、中間淳太、神山智洋

DREAM BOY「タッキー編」
- 滝沢秀明
- KAT-TUN
  - 亀梨和也、赤西仁、田中聖、上田竜也、中丸雄一

- 関ジャニ8
  - 渋谷すばる、丸山隆平、安田章大、村上信五、横山裕、大倉忠義

- 薬師寺保栄
- 鈴木ほのか
- 髙木雄也、桐山照史、中間淳太、神山智洋、薮宏太
- A.B.C.

## Hey! Say! Dream Boy
読みは「ヘイセイドリームボーイ」。2005年4月27日 - 5月15日に梅田芸術劇場にて上演。37公演で7万人を動員。主演はKAT-TUNと関ジャニ∞。滝沢が主演していた前年までのミュージカルをリニューアルしたボクシングの世界の物語である。客席上でのフライングが行われた。
赤西仁はドラマ出演のため不参加だったが、千秋楽公演にのみ、亀梨演じるカズヤの先輩役として公園のシーンにサプライズで登場した。
出演
- KAT-TUN
  - カズヤ - 亀梨和也：格闘技のファイター
  - 田口淳之介、田中聖、上田竜也、中丸雄一

- 関ジャニ∞
  - スバル - 渋谷すばる：元ストリートファイター
  - 錦戸亮、丸山隆平、安田章大、大倉忠義、横山裕、内博貴

- 神山智洋：スバルの弟
- 桐山照史、中間淳太、濱田崇裕

## DREAM BOYS（2006年）
主演はKAT-TUNと関ジャニ∞。2006年1月3日 - 1月29日に帝国劇場にて全38公演を上演し、7万72人を動員した。ストーリーには従来のボクシングのほか新たに心臓移植の話が追加されており、亀梨和也を中心としたKAT-TUNと渋谷すばるを中心とした関ジャニ∞ により『ウエスト・サイド・ストーリー』をモチーフとした東西の対立が描かれている。
今作では高度な技術を必要とするパフォーマンスが各所の見せ場となっており、1幕のサーカスの場面では宙吊りでの綱渡り や亀梨の上空15mの高さでのフライング、田口淳之介がラート技、A.B.C.が空中パフォーマンスを披露。その他、田中と中丸がピエロに扮して観客を舞台に上げたり、J.J.Expressを中心としたちびっ子ジュニアたちによるタップダンス場面 なども存在する。また、それぞれに特化した能力を持つ中島裕翔（演技）、ジョーイ・ティー（ダンス）、ゴトウ泰観（バイオリン）、トミー・真央（バトン）で結成した4人組グループ「small but BIG 4」が劇中でスペシャリスト集団として登場した。2幕では演劇史上最大 16.2m×7.2mのビジョン を使ってカズヤが中吊りで体を真横に傾けたまま壁を走り回るスパイダーフライングを披露した。
劇中で近藤真彦の「挑戦者」をアレンジして歌唱し、終演後のショータイムではKAT-TUNと関ジャニ∞の楽曲が歌われた。また、1月8日の昼公演後に行われた記者会見中に、出演者たちも知らされていなかった翌年の再演が発表された。
ストーリー

伝説のチャンプ・スバルの半生の映画化を目論む映画プロデューサー・ヨコヤマは、かつてのスバルのライバルで、現在はショー・ビジネス界で生きるカズヤを映画主演に選ぶ。しかし、スバルと彼を取り囲む仲間は、カズヤとその仲間に不満を持ち反発。周囲が起こすさまざまな問題が浮上する中、スバルはカズヤに本気のボクシングの試合を申し込む。

出演

- KAT-TUN
  - カズヤ – 亀梨和也：ジンとリョウと幼なじみ。後遺症で目が見えなくなりつつある。
  - コウキ - 田中聖：チームを守るために映画会社に借金をしている
  - アカニシ ジン - 赤西仁：カズヤとリョウと幼なじみ
  - 田口淳之介、上田竜也、中丸雄一

- 関ジャニ∞
  - スバル – 渋谷すばる：伝説のチャンプでユウタの兄。試合で受けた後遺症に苦しんでいる。
  - ヨコヤマ（横山） – 横山裕：映画プロデューサー
  - リョウ - 錦戸亮：カズヤとジンと幼なじみ
  - 村上信五、丸山隆平、安田章大、大倉忠義

- A.B.C.
  - 戸塚祥太、河合郁人、五関晃一、塚田僚一

- small but BIG 4
  - ユウタ - 中島裕翔：重い病気を抱えた少年
  - ジョーイ・ティー
  - トミー・真央
  - ゴトウ泰観

- 北山宏光、飯田恭平、千賀健永、宮田俊哉、横尾渉、藤ヶ谷太輔、玉森裕太、二階堂高嗣、有岡大貴、伊野尾慧、山田涼介、髙木雄也、橋本良亮、森本龍太郎

## DREAM BOYS（2007年）
主演の亀梨和也 と、田中聖、屋良朝幸の3人をメインキャストに据え、2007年9月5日 - 9月30日に帝国劇場にて上演。全38公演7万人動員。公演序盤にて翌年3月の再演が決定している。
台本や演出が完全リニューアルされ、今回からはジャニー喜多川によってストーリーが整理され主要人物が3人に絞られている。亀梨が主人公役、田中がライバル役、屋良が主人公の友人役を務め、ボクシングのチャンピオンを殺してしまった主人公とチャンピオンの病気の弟を中心に、夢を追い求める若者3人の絆を描く。亀梨は空中ブランコや壁フライング、高速20回転などの空中パフォーマンスを披露した。締めのショータイムでは「Le ciel〜君の幸せ祈る言葉〜」や「ハルカナ約束」などのKAT-TUNのナンバーの他、出演者全員で「青春アミーゴ」も披露された。
出演
- カズヤ - 亀梨和也 (KAT-TUN)：主人公。以前はビバリのバックダンサーを務めていた。
- コウキ - 田中聖 (KAT-TUN)：チャンプ。主人公のライバル で伝説のボクサー。以前はビバリのバックダンサーを務めていた。
- ヤラ - 屋良朝幸 (M.A.)：主人公の友人。以前はビバリのバックダンサーを務めていた。
- A.B.C.
  - 五関晃一、戸塚祥太、河合郁人、塚田僚一

- Kis-My-Ft2
  - 北山宏光、横尾渉、藤ヶ谷太輔、宮田俊哉、玉森裕太、二階堂高嗣、千賀健永

- マコト - 真琴つばさ：映画プロデューサー。カズヤのスキャンダルを狙う。
- マダム ビバリ - 前田美波里：舞台女優。
- ユウキ - 森本慎太郎、森本龍太郎、京本大我（トリプルキャスト）：心臓病を患うカズヤの弟。

## DREAM BOYS（2008年）
主演は亀梨和也。2008年3月4日 - 3月30日に帝国劇場にて、2008年4月4日 - 4月16日に梅田芸術劇場メインホールにて上演。3月8日夜公演で通算200公演を達成。帝国劇場公演では田中聖と薮宏太がメインキャストをつとめたが、大阪公演ではさらに中田大智も加わった。亀梨は同時期のテレビドラマ『1ポンドの福音』に続くボクサー役。身体が一回り大きくなったため衣装23着すべてを作り直している。
従来から続く綱渡りや空中ブランコ、フライング演出が大幅に増加して滞空時間が20分となったほか、世界に2台の輝度をもつ映像プロジェクターが導入された。
出演
- カズヤ - 亀梨和也：主人公。ボクサー
- コウキ - 田中聖

東京公演
- ヤブ - 薮宏太
- A.B.C.
  - 五関晃一、戸塚祥太、河合郁人、塚田僚一

- Kis-My-Ft2
  - 北山宏光、横尾渉、藤ヶ谷太輔、宮田俊哉、玉森裕太、二階堂高嗣、千賀健永

- ユウキ - 森本慎太郎、京本大我、森田美勇人（日替わり）
- 岩本照、深澤辰哉、渡辺翔太、阿部亮平、宮舘涼太、佐久間大介
- 鳳蘭
- 真琴つばさ

大阪公演
- ヤブ - 薮宏太 ※特別ゲスト（4月8日 - 4月12日のみ）：カズヤとコウキの幼なじみ
- ダイチ - 中田大智（B.O.Y.S）：カズヤとコウキの幼なじみ
- ユウキ - 森田美勇人、藤原丈一郎（交互出演）：チャンプの弟
- Kis-My-Ft2
  - 玉森裕太、宮田俊哉、二階堂高嗣、千賀健永、横尾渉

- A.B.C.
  - 塚田僚一、五関晃一

- 鳳蘭
- 伊央里直加
- BOYS
  - 室龍太、山碕薫太、濱田崇裕

- 神山智洋、千崎涼太

## DREAM BOYS（2009年）
主演は亀梨和也。主要キャストに手越祐也と渋谷すばるを据えて、2009年9月4日 - 9月29日に帝国劇場にて38公演、2009年10月13日 - 10月25日に梅田芸術劇場メインホールにて21公演を上演。
ストーリーの大枠は変わりなく、主人公を亀梨、チャンプを渋谷、そしてミュージカル初挑戦となる手越はミュージシャン役を演じる。亀梨はキャスティング打ち合わせにも参加しており、今作では音楽的な面を強く打ち出すという狙いから渋谷と手越がキャスティングされ、亀梨のソロ曲「愛しているから」 など劇中歌8曲が新たに書き下ろされた。渋谷と手越は音楽面に関わり、2人で歌う「Come Into My World」 は、言うべき内容やコードは決めていたものの、あとはその時のフィーリングで自由に歌えるようにしたため、歌詞の細かい部分は毎回異なるものが歌唱された。演出面では、亀梨が自身の記録を塗り替える滞空時間24分のフライングを披露。また縦6.7m×横8.4mの額縁の内枠を歩行する「フレーム・フライング」が初登場した。
出演
- カズヤ - 亀梨和也：主人公。元人気アイドルグループのメンバー。
- スバル - 渋谷すばる：チャンプ。元人気アイドルグループのメンバー。
- ユウヤ - 手越祐也：ミュージシャン。元人気アイドルグループのメンバー。
- 真琴つばさ
- 峰さを理
- A.B.C-Z
  - 五関晃一、戸塚祥太、河合郁人、塚田僚一、橋本良亮

- Mis Snow Man
  - 岩本照、深澤辰哉、渡辺翔太、阿部亮平、宮舘涼太、佐久間大介

- 後藤泰観、石垣大祐、今野貴之

## DREAM BOYS（2011年）
帝劇100周年記念公演の1つであり、本作2年ぶりの上演。主演は亀梨和也。2011年9月3日 - 9月25日に帝国劇場にて上演され、千秋楽で通算350回公演を達成。アイドルグループを解散した3人のその後を描く物語であり、目標を失った青年を亀梨、ボクシングチャンプを田中聖、ミュージシャンを中丸雄一が演じ、3人はそれぞれボクシング映画の主演、モデルとなる選手、主題歌担当、として1つの映画に携わることになる。
メインキャスト3人ともKAT-TUNのメンバーであり、彼らはこの舞台限定で「勝運」を名乗った。これはジャニー喜多川の命名であり、同年3月に起きた東日本大震災の復興の願いが込められている。またここ数年は亀梨らメインキャストも打ち合わせに参加しており、演出を手掛けるジャニーの提案や助言は少なくなっているという。
今作では「10Battles」をテーマとした様々な対決が行われる。例えば亀梨と田中聖のボクシング対決、田中聖と中丸のラップとボイスパーカッション対決、鳳蘭と真琴つばさの「元宝塚対決」、田中聖と田中樹の「兄弟対決」 など。また中国から雑技団を招いて、亀梨はバンジージャンプを取り入れたフライングの新技「険勝好運舞空大回転」を約20日間で習得、披露した。なお震災の影響で客席上空へのフライングは自粛された。
出演
- カズヤ – 亀梨和也：元人気アイドルグループのメンバー。解散後は目標を見失い、自由気ままな毎日を送る。
- コウキ – 田中聖：元人気アイドルグループのメンバー。解散後はボクシングのチャンプまで上り詰める。
- ナカマル ユウイチ – 中丸雄一：元人気アイドルグループのメンバー。解散後は世界的なミュージシャンを目指すが空回りの日々を送る。カズヤとチャンプを結びつけるキーパーソンとなる。
- マコト - 真琴つばさ
- ラン - 鳳蘭
- Snow Man
  - 岩本照、深澤辰哉、渡辺翔太、宮舘涼太、佐久間大介

- ジュリ - 田中樹：コウキの弟

## DREAM BOYS（2012年）
主演は亀梨和也。2012年9月3日 - 9月29日に帝国劇場にて上演。2009年以来3年ぶりに客席上空でフライングを行い、上演150分のうちフライングは24分。亀梨は「日本一地に足のついていないエンターテイナー」と称された。
今作は亀梨がポスターやチラシのデザインに携わったほか、ジャニー喜多川とともにキャストについての話し合いにも参加している。その結果、今作では主人公を演じる座長の亀梨が男性最年長出演者。これまでのチャンプ役は亀梨より年上の先輩だったが、今回は亀梨自身が年上の先輩であるため、後輩たちの意見を取り入れつつ一緒に作り上げていったと語っている。また今作でチャンプ役を演じる玉森裕太は自身の役について「柄じゃない」と述べ、従来のチャンプとは異なる"普段は普通の人"を意識したという。キャストとともにストーリーも「絆」をテーマとして一新。特にオープニングでは学ランを着用して、物語の中心人物たちの"これまで"の姿をより明確に描いている。
出演
- カズヤ – 亀梨和也：主人公
- 玉森裕太：チャンプ
- 八乙女光
- 千賀健永
- 宮田俊哉
- Snow Man
  - 深澤辰哉、佐久間大介、渡辺翔太、宮舘涼太、岩本照、阿部亮平

- 鳳蘭
- 樹里咲穂

## DREAM BOYS JET
主演は新たに玉森裕太。2013年9月5日 - 29日に帝国劇場にて上演。タイトルの『JET』は「疾走感」や「躍動感」を表しており、ストーリーは従来のボクシングの話からF1レーサーの話に変更されている。これは本作の作・演出を務めるジャニー喜多川が、タレントでありレーサーである近藤真彦を題材に制作したことが理由である。近藤曰く、ジャニーはおそらく「生死を懸けた人間たちのドラマ」を描こうとしており、出演を説得するために幾度も電話を掛けてきたという。近藤が、モータースポーツを題材とするならばジャニーズの舞台でしばしば見られる「華やかなショー」よりむしろ、「男同士の友情や葛藤、優しさが伝わるもの」を上演したいと伝えたところ、ジャニーがすぐに台本を仕上げたため、近藤はレースシーンの監修を務めたほか、自身24年ぶりにミュージカルへの出演を果たした。劇中では近藤の楽曲が多数歌唱されているが、「挑戦者」も今作では歌詞をレーサーの物語に書き換えて歌われた。
今作では、従来のハプニングの場面はレース中の事故に変更されている。LED画面に映像を映しながらのレースシーンでは、「生死にかかわる怖さを伝えたかった」という近藤の意向で、KONDO Racingと日本レースプロモーションの協力により実際の試合で用いられた車体が使用された。一方で役の設定は従来からそれほど変わっておらず、事件に巻き込まれる主人公を玉森が、トップレーサー役を千賀健永が、友人役を宮田俊哉が演じ、近藤はレーシングチームのオーナー役を務めている。なお劇中映画にてモデルとなる「チャンプ」は近藤の役割となっており、主人公のライバル役である千賀の役柄は、主人公へのコンプレックスを抱いている。
出演
- タマモリ - 玉森裕太：主人公。俳優。
- センガ - 千賀健永：トップレーサー
- ミヤタ - 宮田俊哉：2人の友人。メカニック
- マダム - 鳳蘭
- マサヒコ - 近藤真彦（特別出演）：オーナー
- Snow Man
  - 深澤辰哉、宮舘涼太、佐久間大介、渡辺翔太、岩本照、阿部亮平

- 森継亮太、原嘉孝、中村嶺亜、ヴァサイェガ渉、富田陸人、半澤暁、岸孝良、上原勝太郎、寺西拓人、金田耀生、増田良、林蓮音、倉本郁、田島将吾、角田侑晟、後藤泰観、石垣大祐、小川優、小林瑞生、神宮寺勇太、目黒蓮

## DREAM BOYS（2014年）
初演から10周年目。主演は玉森裕太。2014年9月4日 - 30日に帝国劇場にて上演。舞台は従来通りボクシングとエンタメの世界に戻り、その制作発表は「格闘技の聖地」である後楽園ホールのリングで 約1000人のファンを招いて行われた。
ストーリーについてはベースは残しつつ、岩本照演じるイワモトを宮田演じるトシヤが誤って刺してしまうというような一新された部分があった。役柄については主人公を玉森、チャンプ役を千賀健永、アイドルグループのプロデューサー役を宮田俊哉と従来の設定を踏襲したが、兄を憎むチャンプの弟役に平野紫耀、マダムやリカに情報屋をやらされる役に永瀬廉が抜擢されるなど、新キャストも随所に登場して印象を残した。オープニングではKis-My-Ft2の3人で手をつないでフライングを行い、さらに劇中で玉森は自身の名を冠した、フラフープを用いたフライング「玉フラ」に挑戦した。また劇中で平野紫耀、永瀬廉、髙橋海人が結成したユニットにより新曲「THE DREAM BOYS」が披露された。
出演
- ユウタ - 玉森裕太：主人公。元アイドル。
- ケント - 千賀健永：ボクシングのチャンプ。元アイドル。
- トシヤ - 宮田俊哉：音楽プロデューサー。元アイドル。
- マダム - 鳳蘭
- リカ - 紫吹淳
- ショウ - 平野紫耀：ケントの弟。アイドルユニットのメンバー。ボクシングに夢中で自分にかまってくれない兄を憎む。
- レン - 永瀬廉：アイドルユニットのメンバー。マダムとリカに情報屋として使われる。
- カイト - 髙橋海人：ユウタを兄のように慕う心臓病の少年。アイドルユニットのメンバー。
- Snow Man
  - 阿部亮平：アイドルユニットのマネージャー
  - イワモト - 岩本照：ケントの仲間。刺される。
  - 渡辺翔太、佐久間大介、宮舘涼太：ケントの仲間
  - フッカ - 深澤辰哉：リカに悪事をささやくフィクサー

- 寺西拓人、増田良、半澤暁、アンダーソン・ケーシー・孝、森継亮太、髙橋凛、長妻怜央、前田航気

## DREAM BOYS（2015年）
主演は玉森裕太（9月3日 - 10日・15日 - 16日・22日 - 30日）と中山優馬（9月12日 - 14日・18日 - 20日） のダブルキャスト。玉森版には千賀健永と宮田俊哉、中山版には菊池風磨とマリウス葉がメイン出演しており、玉森・中山がボクシングを辞めた青年役、千賀・菊池がボクシングのチャンピオン役、宮田・マリウスが2人の友人役を務める。中山版の3人は今回が『DREAM BOYS』初出演。なお初演の大阪公演を除けば、帝国劇場でのダブルキャスト公演は本作初のこと。9月29日昼公演で上演500回を達成。
今作では"芝居"の部分を観客に見てもらうため話し合いを重ね、ストーリーの「余計なものをそぎ落として」おり、役柄を必要なものだけに絞ってあるという。両作で基本的な台本は同じだが、楽曲や演出はそれぞれ異なっている。玉森は前年のフライング「玉フラ」に引き続き、新技「たまのぼり」を披露。中山は自身の名を冠した空中ブランコのようなフライング「ゆうまわる」を披露している。
出演
9月3日 - 10日・15日 - 16日・22日 - 30日
- ユウタ - 玉森裕太：ボクシングを辞めた青年
- ケント - 千賀健永：チャンプ
- トシヤ - 宮田俊哉：2人の友人
- ユウキ - 川﨑皇輝：ユウタの弟。心臓病を抱える
- マダム - 鳳蘭
- リカ - 紫吹淳
- ヤスイ - 安井謙太郎：音楽ユニットのボーカル
- サナダ - 真田佑馬：音楽ユニットのギター
- ハギヤ - 萩谷慧悟：音楽ユニットのドラム
- モリタ - 森田美勇人：音楽ユニットのベース
- They武道
  - ヤマモト - 山本亮太：刺される。

- 増田良、半澤暁

9月12日 - 14日・18日 - 20日
- ユウマ - 中山優馬：ボクシングを辞めた青年
- フウマ - 菊池風磨：チャンプ
- マリウス - マリウス葉：2人の友人 で後輩
- ユウキ：ユウマの弟
- 鳳蘭
- 紫吹淳

## DREAM BOYS（2016年）
主演は玉森裕太。上演期間は9月3日 - 9月30日、全38公演。通算539公演目となる千秋楽にて、初演からの総動員数が100万人を突破した。
今作ではラストシーン直前に「家族」「友情」「絆」「未来への誓い」といったテーマの5曲約7分間 で構成される「DREAM BOYS組曲」が新たに披露された後、従来のようなハッピーエンドとは異なり、ジャニー喜多川が演出する帝劇作品の中では極めて異例の悲劇的シーンで幕を閉じる。そしてエンディング曲として「挑戦者」が歌唱された。
前年にストーリーを洗練させた座長の玉森は今作でさらに、従来から続く「チャンプの心臓を渡す」シーンを尊重しつつも、「もっと現実味、人間味があるリアルな方向」の芝居をしたいと考えていた。そこでジャニー喜多川から「チャンプが主人公の腕の中で亡くなる」 ラストシーンへの変更が提案されたため、メインキャストらが物語全体の構成を一から再考。冒頭で描かれるメイン3人の子供時代と、終盤で3人が絆を取り戻すシーンによって、「親友同士の葛藤」がより明確になっている。
ストーリー修正にともない役の性格も変更。千賀の演じるチャンプ役は従来より熱く、「人間っぽい」ところのある人物像である。今作では彼の秘めた本心が明らかにされ、主人公の汚名をそそぐ役割も彼が担っている。また宮田の演じる役は最も大きくキャラクター変更されており、従来は主人公とチャンプを信じて2人の仲を取り持ち、笑いの部分を担う役柄だったが、今作では疑心に陥っている。そのため玉森、千賀、宮田での初演時は3人が力を合わせる印象だったが、今作ではそれぞれのキャラクターの存在感が増したという。
上述のように玉森は、従来からパフォーマンス面での評価がほとんどだった本作を、"芝居"の面で観客に印象付けたいと考えていた。そのため当初はジャニー喜多川提案の組曲に反対していたという。しかし実際に組曲に取り組むことで、セリフではなく歌とダンスで感情を表現する「ミュージカルっぽさ」の良さを感じることができたと玉森は述懐している。
また他の出演者として踊り・歌・ローラースケートに特筆したメンバーとして、Mr.KINGの髙橋海人、HiHi Jetの橋本涼、井上瑞稀、猪狩蒼弥、髙橋優斗が集められ、ジャニー喜多川が「ジャクソン5」にかけて命名した公演期間限定ユニット「Johnnys'5」が結成された。彼らは劇中で宮田扮する音楽プロデューサーが手掛けるグループ「ジェットボーイズ」として登場し、書き下ろしの新曲「Welcome To My Home Town」を披露した 。
2017年9月13日にDVD『DREAM BOYS』が発売され、初週6.2万枚を売上げている。
ストーリー
第1幕
幼いころ公園のベンチで夢を語り合った3人の仲は今ではこじれていた。新人王戦を目前にボクシングを辞めたユウタは大金を欲しがり、音楽プロデューサーになったトシヤの伝手で映画主演の仕事を得る。それがボクシング映画だったことがチャンプであるケントの反感を買い、撮影をかけて2人はボクシングで闘うことになる。
しかし短期間でチャンプの座に上り詰めた彼の頭蓋骨にはヒビが入っており、試合中に容体が悪化したケントはユウタの右ストレートを受けてリングに倒れる。勝負は決まったかに思われたが、サナダがユウタのグローブから鉛の板を発見。ケントは病院に搬送され、ユウタは身に覚えのない濡れ衣を着せられる。
それからユウタは映画プロダクション社長であるマダムの元に身を隠していた。しかしナイフを持って仇討ちに訪れたヤスイは、止めに入ったカイトと揉み合った末に、自身を刺して倒れてしまう。現場にチャンプチームや警察が到着したため、ユウタはナイフを握るカイトをかばって逃走。カイトは苦しみ倒れ、トシヤはユウタを疑い軽蔑する。しかしユウタが大金を欲していたのは、実の弟のようにかわいがっているカイトの心臓病の手術代を工面するためだった。

第2幕
「何もかも引き受け」たユウタが逃亡する中、"ジェットボーイズ"としてアイドル活動を続けていたカイトは歌番組で発作を起こし、入院中のケントと再会する。ユウタの無実を信じるケントに心を打たれて、カイトはナイフの一件を告白。ケントはチャンピオングローブをカイトに託し、真相究明を決意する。
一方ユウタは、幼いころ自分を捨てた母親がマダムであり、幼いカイトを捨てた母親がリカである事実にたどりつく。母たち2人の確執により息子たち2人の人生は狂わされた。ユウタが怒りとともに真実を告げるとリカは、実の息子であるカイトが所属する"ジェットボーイズ"と息子の恩人であるユウタを、マダム憎さに潰そうとしていた自分に気づきひどく後悔する。
そして人々の元にヤスイとケントが現れる。ナイフの件は事故だったこと、グローブの鉛はリカの指示によるサナダの狂言だったことが明らかにされ、ついにユウタの疑いは晴れた。そこへ戻ってきたユウタはカイトの心臓手術が無事成功したことを告げ、2組の親子は和解を果たす。
誤解が解けた3人は幼いころと同じように公園のベンチで歌う。ユウタが再びボクシングの夢を、トシヤがショービジネスの夢を語る中、ケントはそのまま動かなくなり、2人は彼を看取った。それからユウタとカイトは、天国へ旅立ったケントを胸にボクシングを続けるのであった。

出演
- ユウタ - 玉森裕太：主人公
- ケント - 千賀健永：チャンプ
- トシヤ - 宮田俊哉：音楽プロデューサー
- ジェットボーイズ - Johnnys'5：アイドルユニット
  - カイト - 髙橋海人：ユウタの弟
  - 橋本涼、井上瑞稀、猪狩蒼弥、髙橋優斗

- Love-tune
  - サナダ - 真田佑馬：悪のキーマン
  - ヤスイ - 安井謙太郎：チャンプの取り巻き。ナイフで刺される。
  - 長妻怜央、諸星翔希、萩谷慧悟、森田美勇人、阿部顕嵐：チャンプの取り巻き

- マダム・ラン - 鳳蘭：ショービジネス界のプロダクションの社長
- リカ - 紫吹淳：ランの部下

## DREAM BOYS（2018年）
主演は玉森裕太。上演期間は2018年9月6日 - 9月30日 で本作2年ぶりの上演となる。今作ではHiHi Jetsの5人がグループ名義で初出演。親に捨てられながらも"ドリームランド"で生きていく少年（ロストボーイ）たちという新しいキャラクターを演じ、玉森・千賀・宮田による「大人の男の友情」と、HiHi Jetsによる「これからの男の子たちの友情」を描く。
玉森は直径6mのブランコBOXを用いたアクロバット"ローリング玉"を披露。また本作で馴染みの楽曲「THE DREAM BOYS」、「挑戦者」、「Next Dream」などのほか、オープニングとエンディングにて披露されたテーマ曲「DREAMER」 やHiHi Jetsと7 MEN 侍によるローラースケートとスケボーの対決「Fight All Night vs All Of Me For You」 をはじめとする新曲6曲が追加された。
出演
- ユウタ - 玉森裕太：ボクシングを辞めた青年。幼いころ両親から捨てられ、弟の心臓移植のため金策に走る。
- ケント - 千賀健永：ボクシングのチャンプ。幼少期に両親を事故で失っている。
- トシヤ - 宮田俊哉：ユウタとケントの親友。親を捨て家を出ており、3人で親のいない子供たちを救うため"ドリームランド"を設立した。資金繰りのため映画撮影を企画する。
- HiHi Jets
  - ユウト - 髙橋優斗：ユウタの弟。18歳。心臓病を抱える。
  - ソウヤ - 猪狩蒼弥：航海をしたい少年。トシヤに憧れている。5人の中では孤立しており、ドリームランドから早く出て自立したい思いが強い。
  - リュウト - 作間龍斗：ものづくりが好きな少年。
  - 井上瑞稀：歌と星が好きな少年。
  - 橋本涼：5人のリーダー。いたずら好きな少年。

- 7 MEN 侍
  - スゲタ - 菅田琳寧：チャンプジムのボクサー
  - 中村嶺亜、佐々木大光、本髙克樹、五十嵐玲央、今野大輝：チャンプジムのボクサー

- リカ - 紫吹淳
- マダム - 鳳蘭

## DREAM BOYS（2019年）
上演期間は2019年9月3日 - 9月27日。9月21日の公演で通算600回、千秋楽公演で609回に達した。主演は岸優太で、滝沢、亀梨、玉森に続く4代目座長をつとめる。ジャニー喜多川は本公演が始まる前の7月9日に逝去したが、神宮寺は3月、岸は4月頃にジャニーから直接出演を打診されるなどキャスティングはすでに済まされており、打ち合わせはジャニーが解離性脳動脈瘤破裂によるくも膜下出血で倒れる2日前の6月16日にも行われていた。そのため作・構成・演出は変わらず“ジャニー喜多川”とされている。また、代わりに陣頭指揮を執り、演出補佐を務めた滝沢秀明は、堂本光一に演技指導を依頼し、光一が脚本・構成の手直しにも携わったことで、演出面でも2,3年前から熱望していたタッグを実現。生前のジャニーの意見も取り入れ、2004年に劇中で滝沢が披露していた光一作曲の「DREAM BOY」を今回は光一の歌声で15年ぶりに復活させた。そして主役の岸も、神宮寺とともにジムでトレーニングに励んで肉体改造し、生前のジャニーも気に入っていたという1.5メートル四方の巨大キューブを操りながらフライングするアクロバット技「岸角」を完成させ、1幕のクライマックスシーンで披露した。
出演
- ユウタ - 岸優太：主人公。施設で育った。ジンに誘われてボクシングを始め、新人王争奪戦でジンと戦うが、途中棄権する。
- ジン - 神宮寺勇太：チャンプ。ユウタのライバルであり、親友。
- HiHi Jets
  - ユウト - 髙橋優斗：ユウタの弟。17年前の施設の火事でユウタに助け出される。
  - ミズキ - 井上瑞稀：メンバー思いで、ユウトのことをもっとも心配している。
  - 橋本涼、作間龍斗
  - 猪狩蒼弥：ユウタが映画の主役に抜擢された理由を探るようマダムから頼まれる。

- 美 少年
  - タイショウ - 岩﨑大昇：チャンプの1番弟子。冒頭のユウタとジンの関係性を語るナレーションも担当。
  - リュウガ - 佐藤龍我：アクシデントで刺される。
  - 藤井直樹

- 7 MEN 侍
  - 中村嶺亜、佐々木大光

- リカ - 紫吹淳
- マダム - 鳳蘭

## DREAM BOYS（2020年 - 2021年）
上演期間は2020年12月10日 - 2021年1月27日。当初は例年通り9月に上演予定だったが、コロナ禍で一旦中止が発表されていた。帝国劇場の年末年始は近年ジャニーズ・アイランドシリーズが上演されていたが、出演者が約80人におよぶことから製作の東宝が万全な感染症対策が困難と判断し、キャストが計30人前後の本作に白羽の矢が立った。昨年に続き、岸が座長をつとめる。また、今年からジャニー喜多川はエターナル・プロデューサーとしてクレジットされ、昨年演出補佐として作品に携わった堂本光一が、正式に演出としてクレジットされた。
感染予防のために幕間は無くし、1幕2時間のノンストップ構成に変更。ミュージカル要素が強くなり、登場人物のキャラクターと心情の表現に重きがおかれた。また、新曲「Start Shooting」、「運命の扉」、「Fighter」が追加され、最大の肝となる主人公ユウタが1人で事件の真相を突き止めようと逃亡するシーンでは、自らの腕力だけで1本のロープを高さ6メートルまでよじ登る新技「力岸（りきし）」が光一プロデュースの新曲「DEATH SPIRAL」と共に披露された。
収容率100%で上演していたが、公演中の2021年1月7日に政府の緊急事態宣言が発令される。劇場は収容率50%の人数制限および開催時間も午後8時までを呼び掛けられたが、同時に政府から各都道府県に通知された事務連絡では「1月11日までに販売開始された催物のチケットについては開催制限を適用せず、そのチケットはキャンセル不要と扱う」とされており、夜の部の上演時間も元々午後6時から8時までの2時間の公演だったため、予定通り上演が継続された。出演者は舞台袖までマスクを着用し、ファンもロビーで会話を控えるなどして新型コロナウイルス感染予防策を徹底。出演者約30人、スタッフ約100人から誰も感染者を出さず、シリーズ最多の 44公演を完走した。
出演
- ユウタ - 岸優太：主人公。ボクサー。幼い頃に親に捨てられ、施設で育った。
- ジン - 神宮寺勇太：17戦17勝無敗のチャンプ。ユウタの親友。
- 美 少年
  - ユウト - 那須雄登：ユウタの弟。ユウタと同じ施設で育った。チャンプに憧れている。アイドルグループに所属。心臓に病を抱えている。
  - タイショウ - 岩﨑大昇：チャンプの1番弟子。チャンプに強い憧れを抱くあまり、ユウタを憎む。
  - 佐藤龍我、金指一世、藤井直樹、浮所飛貴

- 7 MEN 侍
  - レイア - 中村嶺亜：ジンのボクシングジムでトレーニングを積むボクサー。
  - 菅田琳寧、本髙克樹、佐々木大光、今野大輝、矢花黎

- マリア - 紫吹淳：ボクシング映画をプロデュースする。
- エマ - 鳳蘭（12月10日 - 26日）
- 樹里咲穂（2020年12月27日 - 2021年1月27日）

## DREAM BOYS（2021年）
上演期間は2021年9月6日 - 9月29日、全31公演。メインキャストを新たに、主演を菊池風磨、チャンプ役を田中樹が務め、昨年に引き続き堂本光一が演出を手掛ける。
1幕2時間。ジュリが7 MEN 侍と少年忍者のメンバーを従えてチャンプの心意気を歌う「SUPER HERO」、ジムでトレーニングに励む少年忍者による「Knock Out（K.O.）」、フウマが疑いをかけられて逃亡し、過去を振り返りながら思いを吐露する「hourglass」（菊池自らが作詞）が、キャラクターの心情や物語を掘り下げる新曲として追加された。
出演
- フウマ - 菊池風磨：主人公。ボクサー。ジュリとの対決の日に戦線離脱し、リングを降りる。
- ジュリ - 田中樹：チャンプ。主人公のライバルであり、親友。
- 7 MEN 侍
  - レイア - 中村嶺亜：ボクシングジムの後輩。チャンプを慕う。
  - 菅田琳寧、本髙克樹、佐々木大光、今野大輝、矢花黎

- 少年忍者
  - コウキ - 川﨑皇輝：フウマの弟。心臓が弱い。
  - ヴァサイェガ渉、北川拓実、織山尚大、黒田光輝、元木湧、安嶋秀生、内村颯太、深田竜生、檜山光成、平塚翔馬、青木滉平、豊田陸人

- マリア - 紫吹淳：プロデューサー。
- エマ - 鳳蘭：フウマの母。芸能プロデューサー。

## DREAM BOYS（2022年）
上演期間は2022年9月8日 - 9月30日。昨年に続き、主演は菊池風磨、共演は田中樹、演出は堂本光一が務める。3年ぶりに2幕編成となったことで、2幕冒頭の菊池・紫吹・鳳によるバラード曲「Sad Song」も復活し、登場人物の心情をより追及する構成となった。新演出として仲良く自転車に2人乗りをする在りし日のフウマとジュリが現れるシーンが加わり、深田竜生と元木湧がフライングで2人を演じた。
出演
- フウマ - 菊池風磨：主人公。ボクサー。タレントに転身している。
- ジュリ - 田中樹：チャンプ。主人公のライバルで親友。
- 7 MEN 侍
  - レイア - 中村嶺亜：ジム生で 、ジュリに寄り添う友人。ナイフを手に劇場に乗り込むが誤って刺される 。
  - 菅田琳寧、本髙克樹、佐々木大光、今野大輝、矢花黎：ジム生

- 少年忍者
  - ワタル  - ヴァサイェガ渉：マリアのもとでレッスンに励むアイドルの卵で、リーダー的存在 。
  - コウキ  - 川﨑皇輝：血のつながりのないフウマの弟分 。アイドルの卵 。
  - タクミ  - 北川拓実：アイドルの卵で、まっすぐで素直な元気印 。
  - ナオ  - 織山尚大：アイドルの卵で、ヤンチャ少年 。
  - クロダ  -  黒田光輝：アイドルの卵で、5人の中で一番悪ガキ 。
  - 内村颯太、深田竜生、元木湧、檜山光成、青木滉平、豊田陸人：ジュリのジムにいる練習生

- マリア  - 紫吹淳
- マダム・エマ  - 鳳蘭

## DREAM BOYS（2023年）
上演期間は2023年9月9日 - 9月28日、全26公演。主演は渡辺翔太、共演は森本慎太郎、演出は堂本光一が務める。なお、2019年の死去後、2020年から2022年までエターナル・プロデューサーとしてクレジットされていたジャニー喜多川の名前は今作では総合的な判断で外された。配役は光一が決めたが、渡辺は大役への不安から、森本は舞台の経験不足から一度は辞退。しかしそれぞれが光一と面談し、「渡辺と森本以外考えられない」と熱烈なオファーを受け、受諾した。
今作では客席上のフライングが4年ぶりに復活し、オープニング曲「Opening Next Dream」で森本が、エンディングの「Next Dream（フィナーレver.）」で渡辺が飛んでいる。演出をつとめる光一はフライングの排除も検討していたが、2人がどうしても飛びたいと熱望したため、無意味なパフォーマンスにならないようフライングの意味をもたせたうえで取り入れられた。稽古では『SHOCK』で長年フライングを披露している光一に手本を見せてもらい、姿勢や目線など教わったという。その他、主人公が壁に対して垂直の姿勢になりながら映像に合わせて走ったり飛んだりするウォールフライングも取り入れられたが、これについては過去に披露し、ゲネプロ公演に陣中見舞いに訪れていた亀梨和也からアドバイスが送られた。今回はそれぞれのキャラクターにあった新曲も用意され、渡辺は「落ち着いたバラードに近いような楽曲を」とリクエストした「光」をマダム・エマの古びた劇場にかくまわれたシーンで、森本は「CHAMPION」をボクシングジムで7 MEN 侍演じる練習生を従えて登場するシーンで披露している。7 MEN 侍や少年忍者も「Walking to the end」「Make You Wonder」「Knock Out（K.O.）」といった楽曲を歌唱し、チームごとのカラーを出して主人公とチャンプを盛り立てた。
出演
- ショウタ - 渡辺翔太：主人公。以前はボクシングに励んでいたが、現在はタレント活動をしている。
- シンタロウ - 森本慎太郎：チャンプ。主人公のライバルで親友。
- 7 MEN 侍：ボクシングジムの練習生
  - レイア - 中村嶺亜：刺される。
  - 本高克樹、菅田琳寧、佐々木大光、今野大輝、矢花黎

- 少年忍者
  - コウキ - 川崎皇輝：ショウタの弟分。心臓に持病がある。
  - ヴァサイェガ渉、北川拓実、黒田光輝、安嶋秀生、内村颯太、深田竜生、元木湧、檜山光成、青木滉平、豊田陸人

- マリア - 紫吹淳：プロデューサー
- マダム・エマ - 鳳蘭：芸能プロデューサー

## DREAM BOYS（2024年）
2025年2月をもって一時閉館される帝国劇場のクロージングラインナップ作品の一つとして上演。上演期間は2024年10月9日 - 10月29日、全30公演。公演時間は約2時間。前作に続き、主演は渡辺翔太、共演は森本慎太郎、演出は堂本光一が務める。森本は前回の自分の演技に納得がいかない部分があり、他の人が演じた方がいいのではという思いから一度はオファーを断ったが、渡辺から「慎太郎とだからやりたい」と口説かれ出演を決めた。
10月29日の大千穐楽のカーテンコールには、歴代最長期間座長を務めた亀梨和也が劇中でも歌い継がれている自身のソロ曲「絆」を歌いながらサプライズで登場し、公演ロゴ入りで「2004―2024 Final Winner at Imperial Theatre」と文字が刻まれたガラス製の特注トロフィーを渡辺と森本に贈呈した。
出演
- ショウタ - 渡辺翔太：主人公。ボクサーだったが、8年前の新人王争奪戦の決勝3ラウンド目で突然試合を放棄する。
- シンタロウ - 森本慎太郎：チャンプ。主人公のライバル。
- 少年忍者
  - コウキ - 川崎皇輝：ショウタの弟分。心臓の病気を患っている。
  - ナオ - 織山尚大：シンタロウを慕っており、ショウタに刃物を向けるが誤って刺されてしまう。
  - 深田竜生、檜山光成、安嶋秀生、川﨑星輝、元木湧：チャンプチーム
  - 田村海琉、内村颯太、黒田光輝、久保廉、小田将聖、北川拓実、青木滉平、ヴァサイェガ渉、鈴木悠仁、瀧陽次朗、山井飛翔、長瀬結星、豊田陸人、稲葉通陽

- マリア - 紫吹淳：新進気鋭の芸能プロデューサー
- マダム・エマ - 鳳蘭：芸能会社のプロデューサー

## 関連商品

### DVD
- DREAM BOY（2004年8月11日、avex trax） - 2004年版。VHS同時発売。
- DREAM BOYS（2006年6月28日、J Storm） - 2006年版。
- DREAM BOYS（2008年2月27日、J Storm） - 2007年版。
- DREAM BOYS（2017年9月13日、avex trax） - 2016年版[145]。
- DREAM BOYS（2022年8月10日、Top J Records） - 2021年版。Blu-ray同時発売。[246]
- DREAM BOYS（2024年4月17日、MENT RECORDING） - 2023年版。Blu-ray同時発売[247][248]。オリコンランキング映像3部門1位獲得[249]。
- DREAM BOYS（2025年5月21日、MENT RECORDING） - 2024年版。Blu-ray同時発売[250]。

### 特典CD
2017年9月13日発売のDVD『DREAM BOYS』〈初回生産限定盤〉（規格品番：AVBD-92532/B）に付属している。

#### 収録内容
1. Next Dream 〈Opening Ver.〉［3:04］ - 玉森裕太・千賀健永・宮田俊哉
作詞：J,hamai、作曲：Sebastian Fronda，Michael Clauss，Thomas Thornholm、編曲：長岡成貢
2. SURVIVOR［4:31］ - 玉森裕太
作詞：KOMU、作曲・編曲：STEVEN LEE，Chris Wahle
3. ビューティフルデイズ［4:03］ - 宮田俊哉
作詞：宮田俊哉、作曲・編曲：ROCK STONE
4. BOMB［4:07］ - 千賀健永
作詞：KENTO.S、作曲・編曲：Tommy Clint，MiNE，Atsushi Shimada
5. Crazy My Dream［3:26］ - 玉森裕太
作詞：ma-saya、作曲：川口進，RAAY、編曲：川口進